# Bloque de la Victoria
Se conoció como Bloque de la Victoria a una coalición electoral costarricense conformada por los partidos Vanguardia Popular, de ideología marxista-leninista (aunque encuadrada en el llamado comunismo a la tica, adaptado al contexto costarricense) y el socialcristiano Partido Republicano Nacional. Esta política de coalición con el partido reformista de Calderón se encuadraba en la estrategia fomentada por Moscú a través de la Internacional Comunista de instar a los partidos comunistas a pertenecer a los llamados "Frentes Populares". La misma surge a raíz de la alianza estratégica entre el Dr. Rafael Ángel Calderón Guardia, caudillo del calderonismo y presidente en el período 1940-1944 con el líder de la izquierda Manuel Mora Valverde y el arzobispo de San José Víctor Sanabria quienes promovieron las Garantías Sociales.
La coalición apoyó al candidato republicano Teodoro Picado Michalski en las elecciones de 1944 y luego a la candidatura para la reelección no consecutiva de Calderón en 1948. La oposición respaldaba a Otilio Ulate Blanco del conservador Partido Unión Nacional, quien aseguraban había ganado las elecciones, y a raíz de mutuas acusaciones de fraude electoral, el Congreso en donde comunistas y calderonistas tenían mayoría, declaró nulas las elecciones presidenciales estallando así la Guerra del 48.

## Resultados electorales

### Elecciones presidenciales
|  | 66.08 % |

|  | 42.96 % |